# Klimopbremraap
De klimopbremraap (Orobanche hederae) is een lage tot middelhoge (10–60 cm), bleke, overblijvende plant uit de bremraapfamilie (Orobanchaceae). Hij parasiteert op klimop en zelden op andere - gekweekte - Araliaceae. De soort staat op de Nederlandse Rode lijst van planten als zeldzaam en stabiel of toegenomen. Hij groeit op beschaduwde tot half beschaduwde plaatsen op vochtige, humushoudende, kalkrijke grond en stenige plaatsen als loofbossen, heggen, parken, bolwerken, plantsoenen en oude muren. De plant bloeit van mei tot en met augustus en de bloemen zijn crème met een paars aangelopen rand. Het aantal chromosomen is 2n = 38.

## Etymologie
De naam bremraap is afkomstig van de grote bremraap die op de brem parasiteert en een knol vormt op de wortels van de gastheer waaruit de bloeistengel groeit. De geslachtsnaam Orobanche komt van het Griekse ὄροβος (orobos), een wikke, en ἄγχειν (anchein), 'wurgen', omdat een van de soorten zo'n vernietigend effect kan hebben op de groei van deze gastheer. De soortnaam hederae verwijst naar de gastheer Hedera helix (klimop).

## Beschrijving
De klimopbremraap is een bleke, bladgroenloze plant die parasiteert met zuigwortels op het wortelstelsel van klimop. Het grootste deel van het jaar bevindt de hele plant zich onder de grond als een dichtbeschubde rondachtige stengelknol. Enkele weken voor de bloei groeit de vlezige, onvertakte stengel naar boven. Deze stengel is bezet met crèmekleurige klierharen, slank, beige tot bleek roodpaars en vaak donkerder onderaan. Verspreid aan de stengel staan dunne, smaldriehoekige, schubvormige, paarse bladeren, die donkerder naar hun top zijn. Deze schubben zijn smaller dan de stengel dik is en hebben aan de van de stengel afgekeerde kant eveneens crèmekleurige klierharen.
De bloeiwijze is een tros met tientallen bloemen, meestal aan de bovenste helft van de stengel. De tweezijdig symmetrische tweeslachtige bloemen staan elk in de oksel van een zeer smaldriehoekig, paars schutblad dat langer is dan de bloem en donkerder is naar zijn top. De klimopbremraap bloeit van juni tot augustus met  bloemen, die aan het begin van de bloei en vooral aan de binnenzijde crèmekleurig zijn en later, vooral aan de buitenzijde en verder van de voet paarsig worden, met donkerder, violette nerven. De helmdraden zijn ook aan de voet kaal en steken buiten de kroon uit. Het bovenstandige, eenhokkige vruchtbeginsel versmalt flesvormig in de stijl die eindigt in een meestal tweelobbige warmgeel tot donkeroranjebruine stempel.
De vrucht is een doosvrucht met stoffijn zaad. De zaden blijven tientallen jaren kiemkrachtig en kiemen waarschijnlijk in reactie op chemische stoffen die uitgescheiden worden door wortels van hun gastheren. De zaden zijn bruin, glanzend, met een netstructuur, onregelmatig ovaal en ongeveer 0,4×0,25 mm.

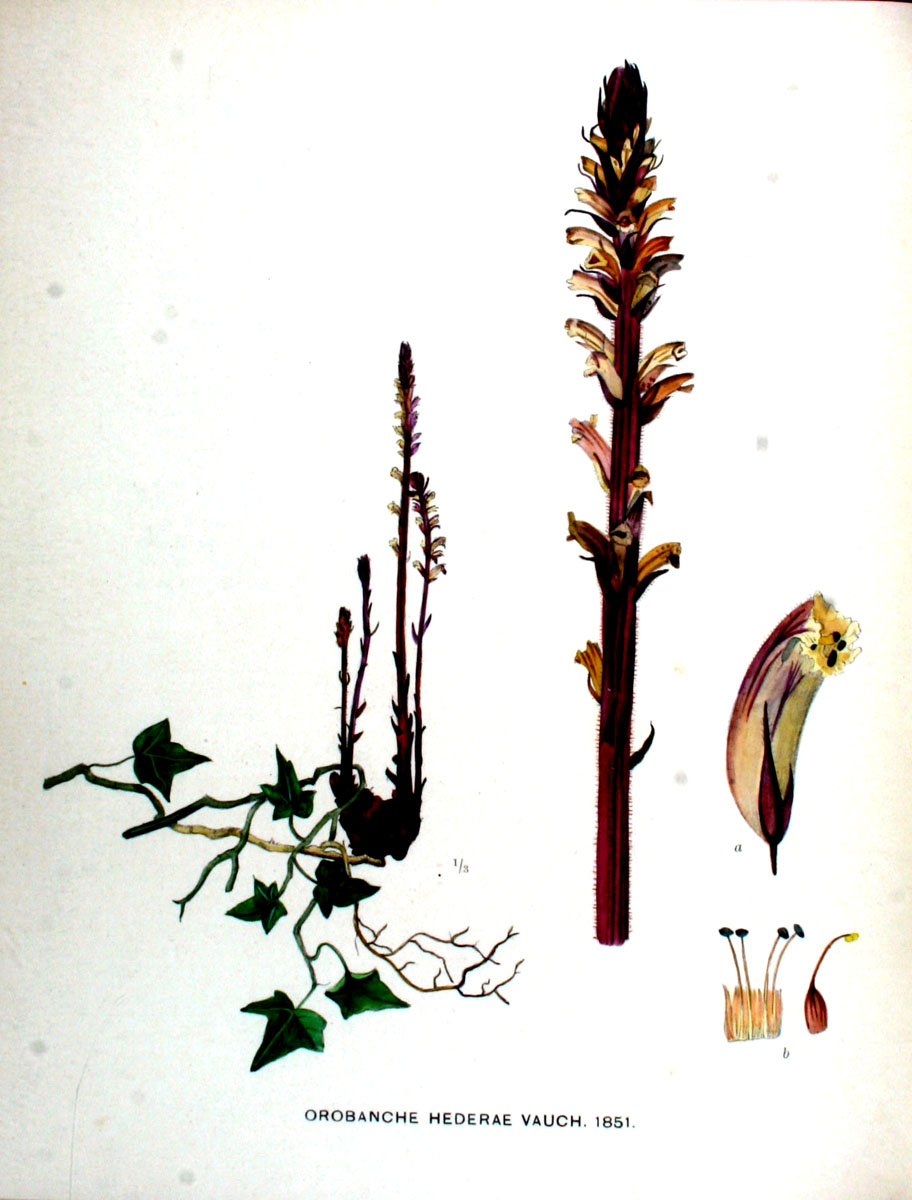
Flora Batava
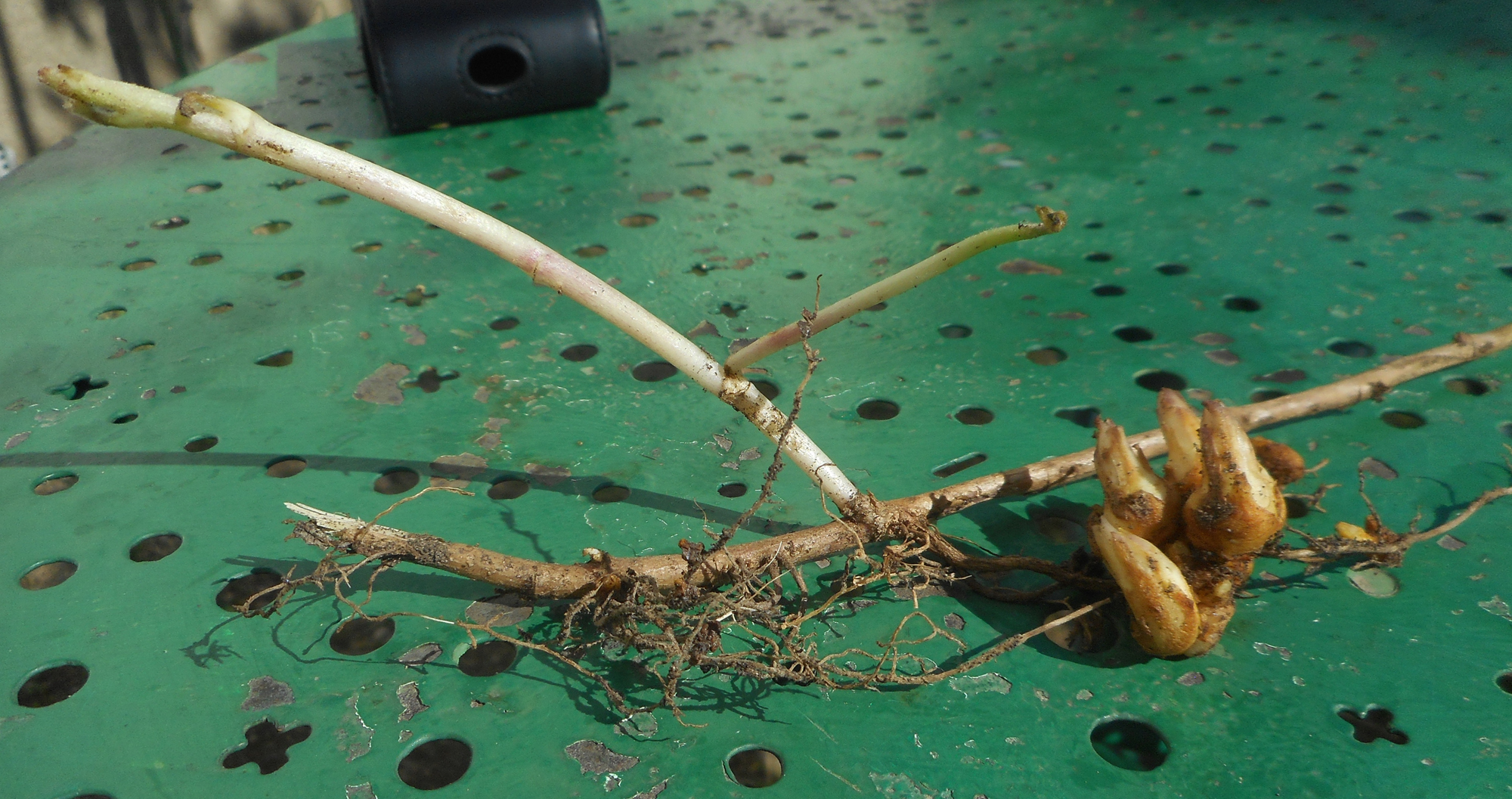
Plant
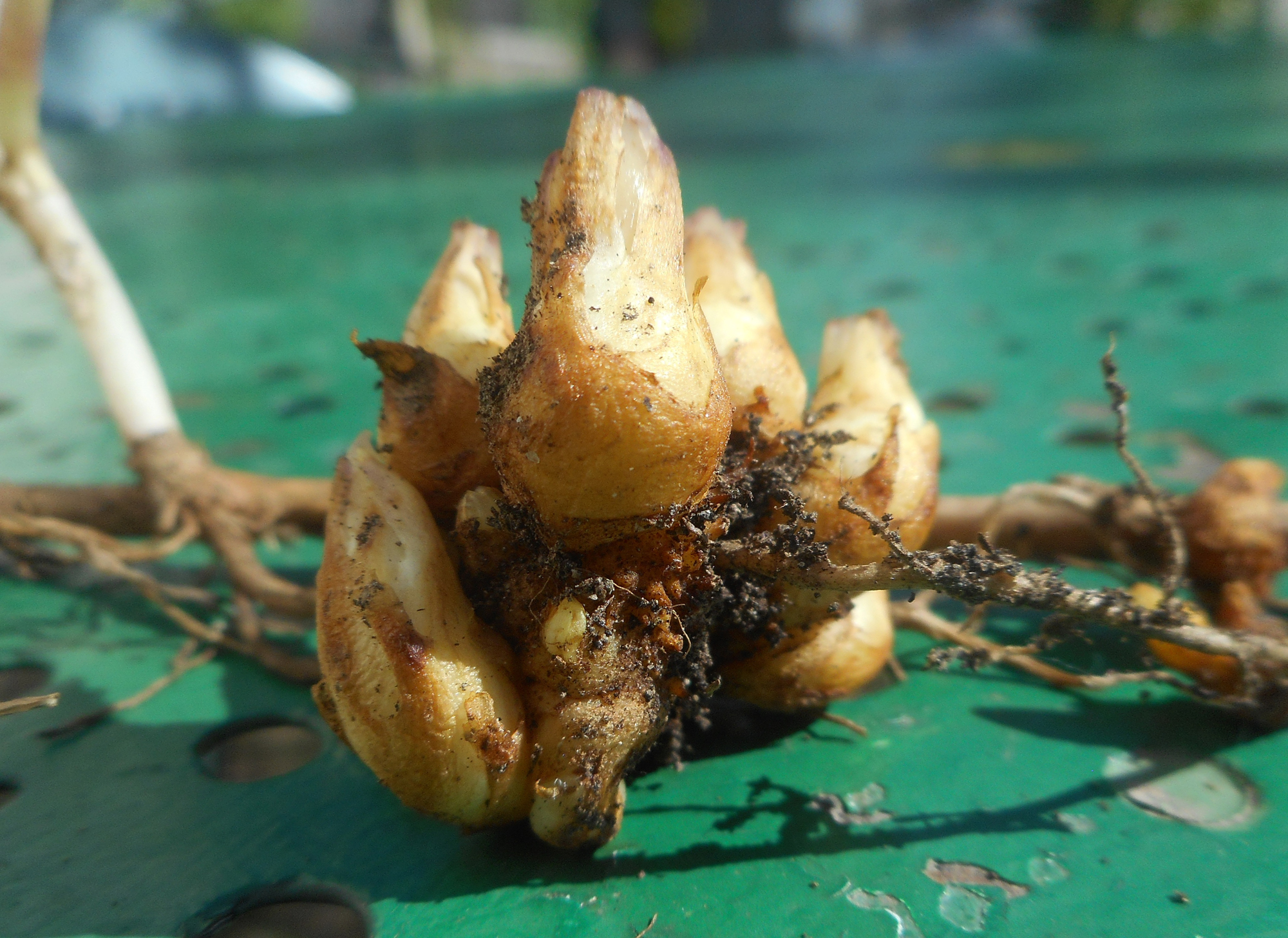
Plant
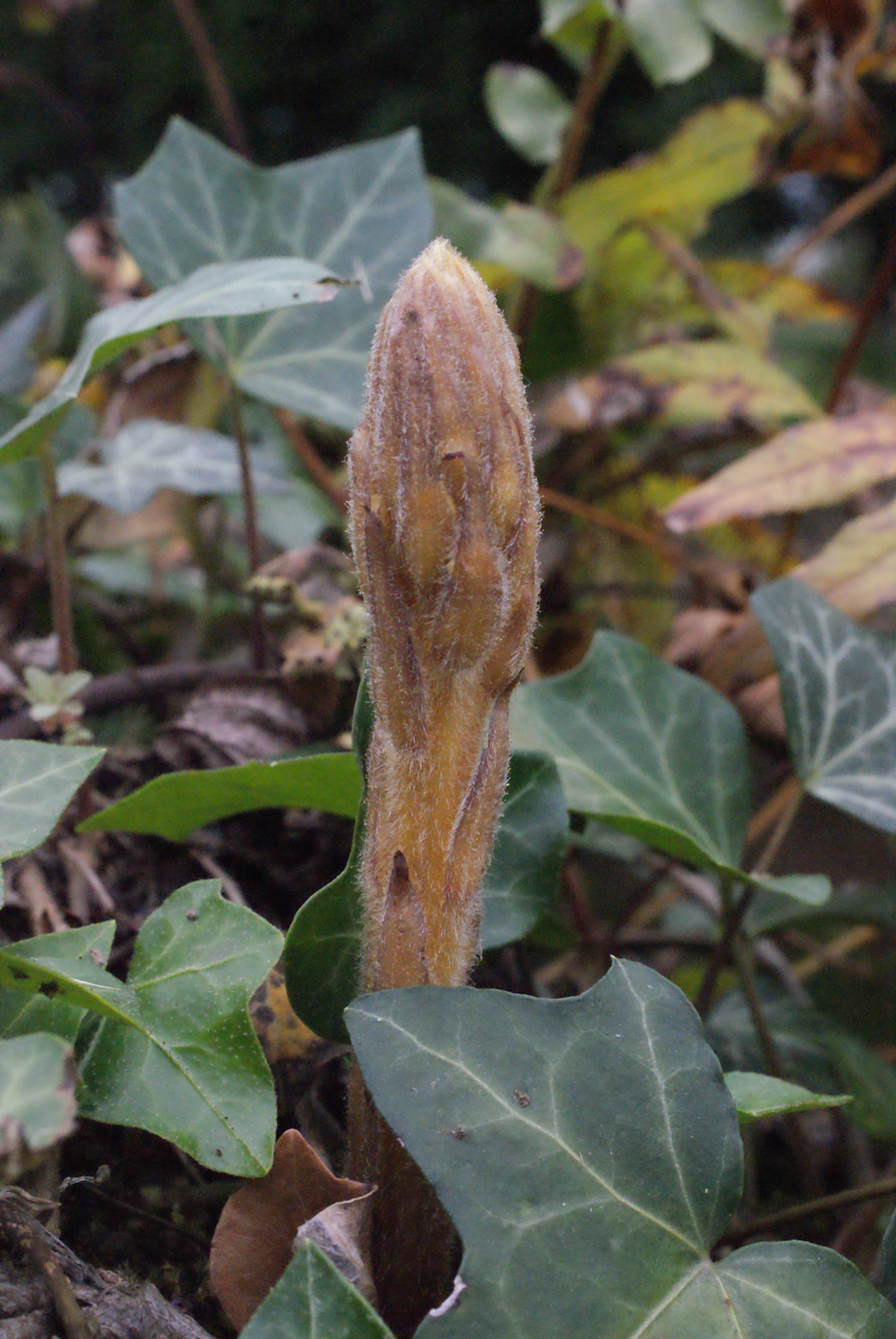
Knop
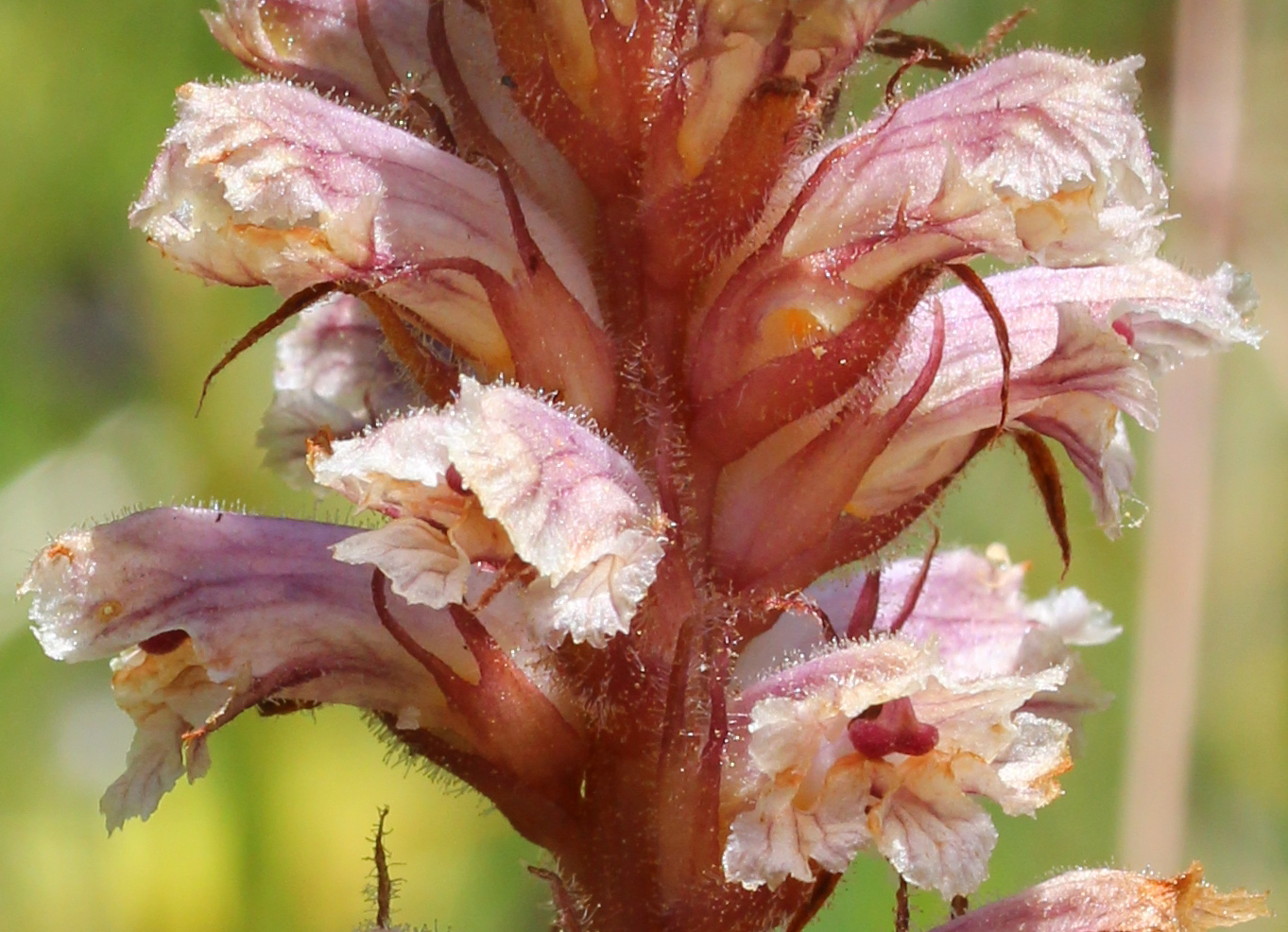
Bloemen
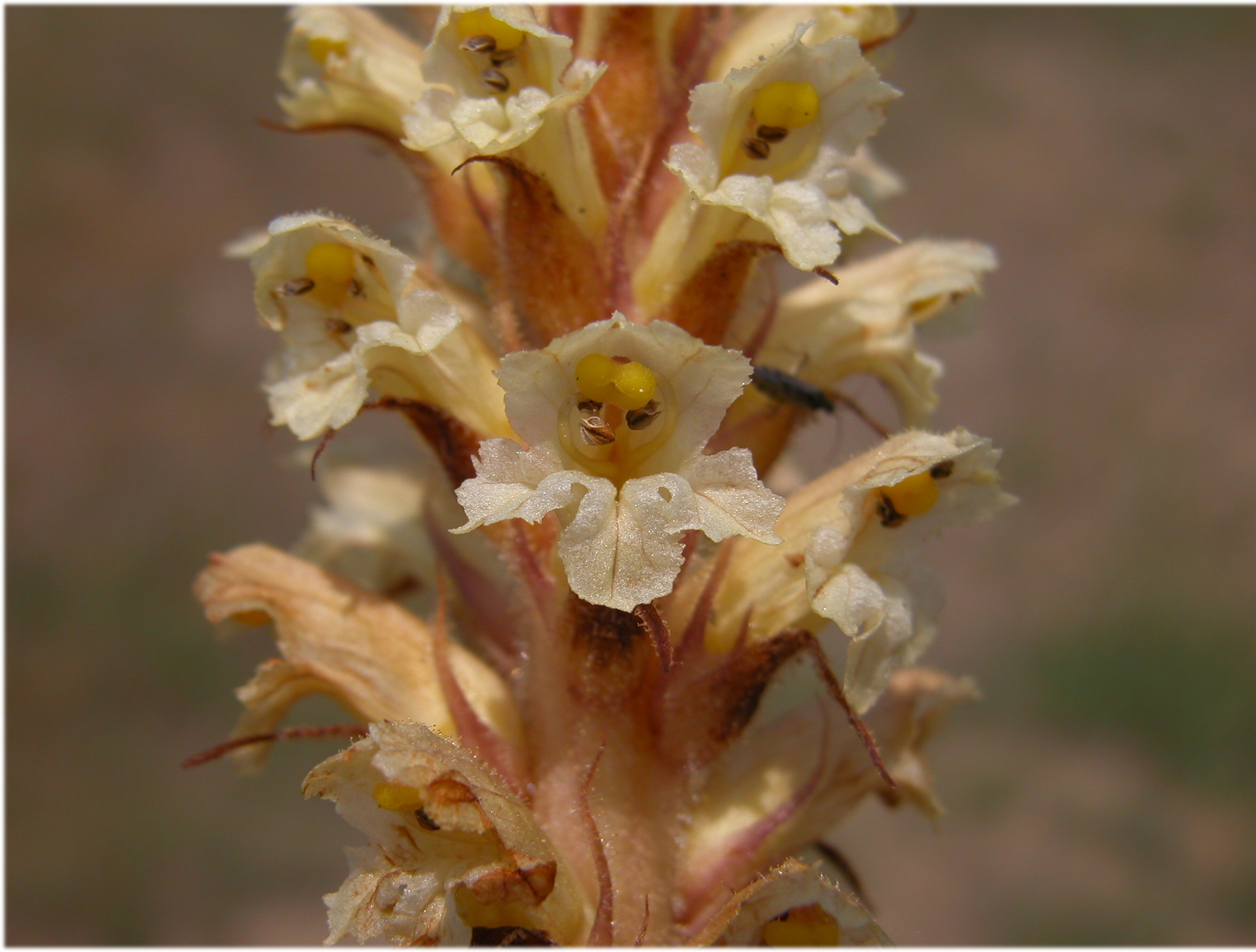
Bloem
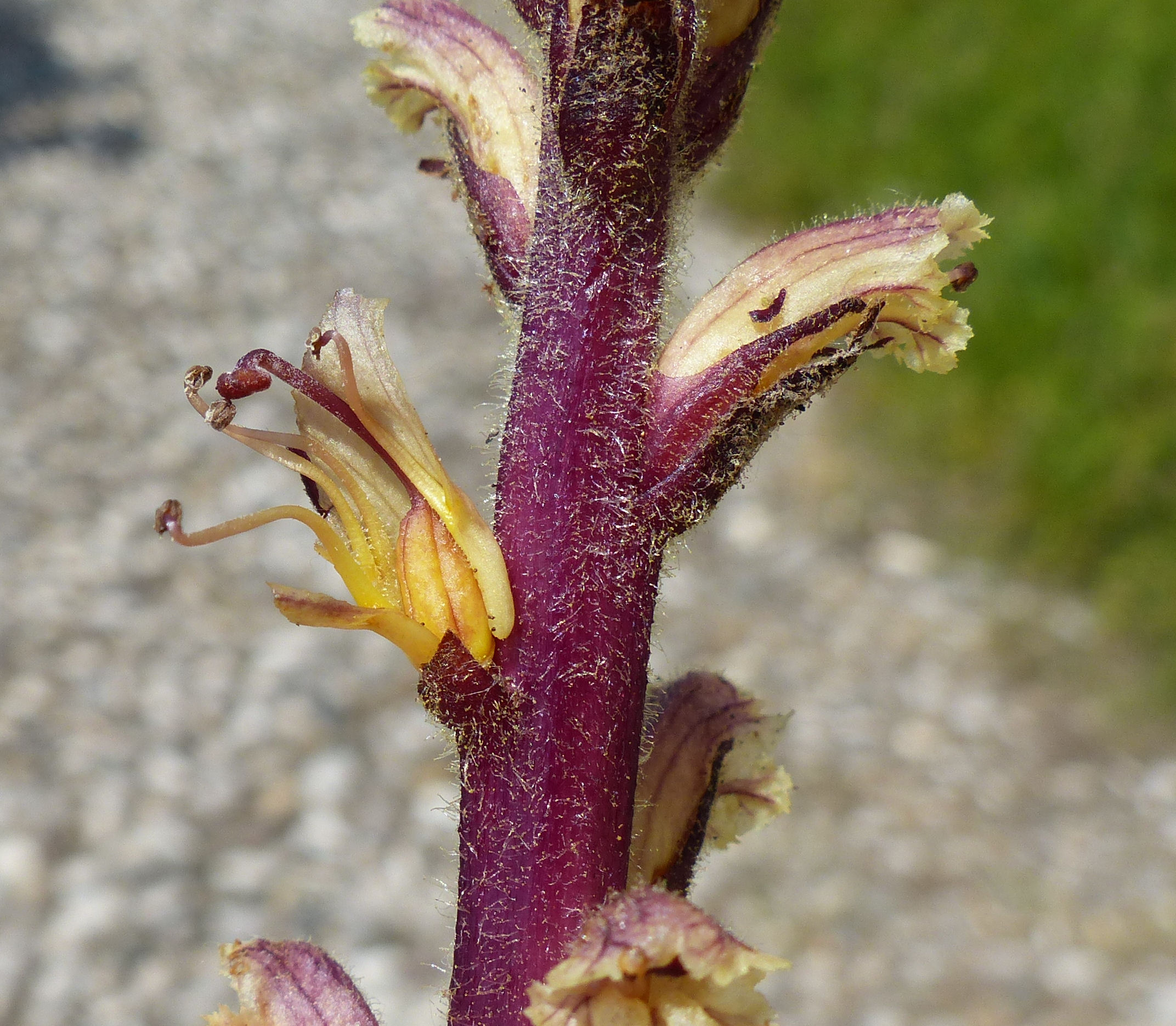
Vruchtbeginsel
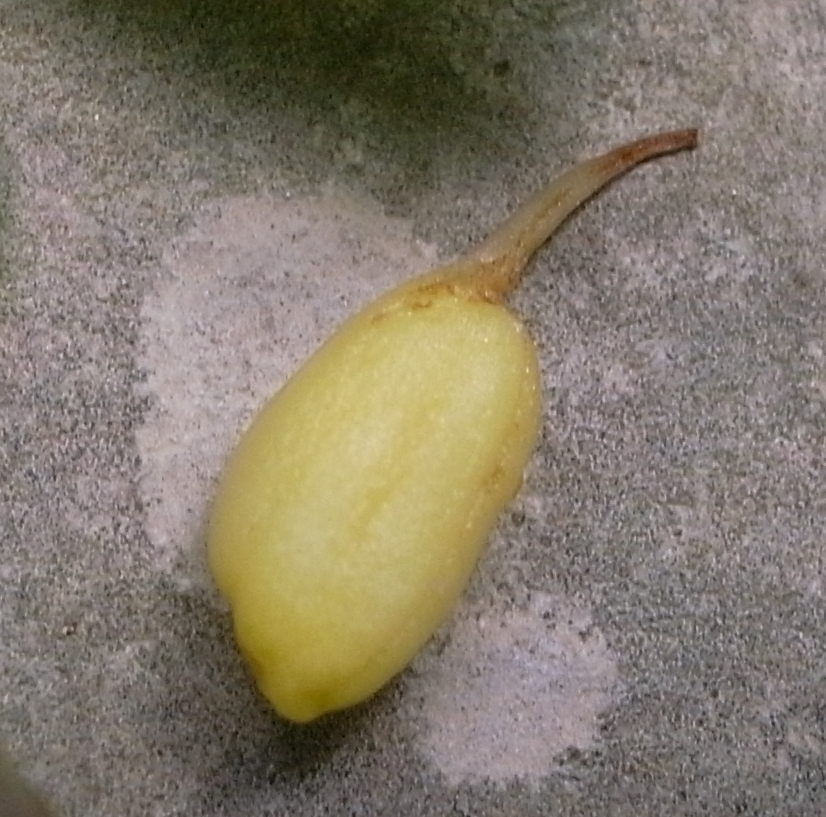
Vrucht

## Verspreiding
De klimopbremraap komt voor in Midden-, West- en Zuid-Europa, Noord-Marokko, West-Turkije en de Kaukasus. In Nederland was de plant zeer zeldzaam en kwam hij alleen voor bij Maastricht. Sinds eind twintigste eeuw is het verspreidingsgebied naar het noorden toe vergroot, de soort komt anno 2017 zeldzaam voor in stedelijke gebieden tot in Deventer, Zwolle en Leiden. In België is hij zeer zeldzaam en komt voor in Gent, Brussel, Leuven en het Maasgebied.

## Namen in andere talen
De namen in andere talen kunnen vaak eenvoudig worden opgezocht met de interwiki-links.
- Duits: Efeu-Sommerwurz
- Engels: Ivy Broomrape
- Frans: Orobanche du lierre
- Fries: Klimmerblêdfretter

... · 
O. alba (tijmbremraap) · 
O. caryophyllacea (walstrobremraap) · 
O. elatior (centauriebremraap) · 
O. hederae (klimopbremraap) · 
O. lutea (rode bremraap) · 
O. minor (klavervreter) · 
O. picridis (bitterkruidbremraap) · 
O. purpurea (blauwe bremraap) · 
O. ramosa (hennepvreter) · 
O. rapum-genistae (grote bremraap) · 
O. reticulata (distelbremraap) · 
...